# Argyreia fulvovillosa
Argyreia fulvovillosa là một loài thực vật có hoa trong họ Bìm bìm. Loài này được C.Y. Wu & S.H. Huang mô tả khoa học đầu tiên năm 1979.